# 6560 Правдо
6560 Правдо (6560 Pravdo) — астероїд головного поясу, відкритий 9 липня 1991 року.
Тіссеранів параметр щодо Юпітера — 3,438.